# فرنسيس غريغوري (ملاكم)
فرنسيس غريغوري (بالإنجليزية: Francis Gregory)‏ (1904 في المملكة المتحدة - ) هو لاعب اتحاد الرغبي ولاعب دوري الرغبي ومصارع محترف وملاكم بريطاني.